# Wahlsburg
Wahlsburg est une ancienne municipalité allemande située dans le land de la Hesse et l'arrondissement de Cassel.

## Jumelage
- Saint-Georges-de-Montaigu (France) depuis 2010[1]

## Source, notes et références
1. ↑  « St. Georges de Montaigu - unsere Partnergemeinde » Site web de la commune de Wahlsburg, consulté le 26 mars 2017.